# Filosofía transpersonal
Filosofía transpersonal es un término usado para describir experiencias y visiones del mundo en las que el sentido de identidad o de uno mismo se extiende más allá (trans) del individuo o persona para abarcar aspectos más amplios de la humanidad, la vida, la psique o el cosmos. En el texto de psiquiatría y psicología transpersonal (Textbook of Transpersonal Psychiatry and Psychology) Bruce W. Scotton definió el término como "desarrollo más allá de los niveles convencionales, personales o individuales"
El término tiene un precedente en los escritos del filósofo y psicólogo William James, quien usó el término "trans-personal" en una de sus conferencias de 1905.

## Estudios y disciplinas
La filosofía transpersonal se movió más allá de la perspectiva de la psicología y hacia otros dominios transpersonales durante las décadas de 1980 y 1990. Resumiendo los puntos de vista contemporáneos sobre la psicología transpersonal, Jorge Ferrer colocó la psicología transpersonal dentro del paraguas más amplio conocido como estudios transpersonales. A ese respecto, existe una diferencia que tiene que ver con el alcance de los temas de estudio y el interés de los investigadores y teóricos entre el campo fundacional de la psicología transpersonal y un campo más amplio de investigación transpersonal, los estudios transpersonales. Esta expansión del concepto transpersonal resultó en una situación interdisciplinaria entre campos como el trabajo social, la ecología, el arte, la literatura, la actuación, el derecho, los negocios, el emprendimiento, la ecopsicología, el feminismo y la educación.
En un comentario de 1978, Donald Stone  asoció el término "disciplina transpersonal" con el Movimiento del Potencial Humano , con su enfoque en grupos de encuentro, disciplinas corporales y programas de crecimiento personal. Unos años más tarde, Valle y Harari describieron una serie de tradiciones psicológicas y filosóficas que podrían considerarse transpersonales en su orientación y relacionaron estas disciplinas con el concepto de filosofía perenne . Al discutir la dinámica entre la psicología humanista y el campo emergente de la psicología transpersonal, los autores resumieron la dinámica como el «nacimiento de una disciplina transpersonal desde la psicología humanista». En 1993, Walsh y Vaughan quienes realizaron una extensa revisión sobre las definiciones transpersonales,proporcionaron una definición de las disciplinas transpersonales:
Aquellas disciplinas que se enfocan en el estudio de las experiencias transpersonales y los fenómenos relacionados. Estos fenómenos incluyen las causas, los efectos y los correlatos de las experiencias y el desarrollo transpersonal, así como las disciplinas y prácticas inspiradas en ellos
El término abarca actualmente la Psicología transpersonal, la Psiquiatría transpersonal, la Antropología transpersonal, la Sociología transpersonal y la Ecología transpersonal. Otras orientaciones académicas que están asociadas con una perspectiva transpersonal incluyen la psicología humanista y la tanatología. Walsh menciona otras áreas de interés que también podrían conceptualizarse como disciplinas transpersonales, incluida la exploración de trastornos clínicos (adicción y emergencias espirituales) y la investigación en campos como la tanatología, psicodélicos, somáticos, educación y meditación.

## Instituciones
La formación del movimiento transpersonal se puede caracterizar por la fundación de algunas organizaciones e instituciones clave como: el Instituto Transpersonal en 1969, el Instituto de Ciencias Noéticas en 1973, la Asociación Internacional de Psicología Transpersonal en 1973, el Instituto Naropa en 1974 y el Instituto de Psicología Transpersonal de California en 1975, que surgió más tarde como el Instituto de Psicología Transpersonal (ITP) y hoy se conoce como Universidad de Sofía.
Las instituciones contemporáneas incluyen: la Association for Transpersonal Psychology (ATP), la European Transpersonal Psychology Association (EPTA), la International Transpersonal Association (ITA), la Asociación Transpersonal Iberoamericana (ATI) y la European Transpersonal Association (Eurotas). Las principales publicaciones dentro del movimiento incluyen: el Journal of Transpersonal Psychology, el International Journal of Transpersonal Studies y el Journal of Transpersonal Research .Entre las instituciones de educación superior que promueven los estudios transpersonales se encuentran la Universidad de Sofía y el Instituto de Estudios Integrales de California. En 2012, la Universidad de Sofía anunció que estaba ampliando su programa de posgrado para incluir estudios transpersonales. El nuevo programa se denominó Escuela de Graduados en Estudios Transpersonales.